# Centrarthra ossicolor
Centrarthra ossicolor är en fjärilsart som beskrevs av W. Warren 1914. Centrarthra ossicolor ingår i släktet Centrarthra och familjen nattflyn. Inga underarter finns listade i Catalogue of Life.